# Gimnasia artística
La gimnasia artística es una disciplina de la gimnasia. El Diccionario de la lengua española define a la gimnasia artística como «Especialidad gimnástica que se practica con diversos aparatos, como el potro o las barras asimétricas, o bien sin ellos sobre una superficie de medidas reglamentarias».
Históricamente, como una forma de ejercicio físico, la gimnasia surgió en la antigüedad. A partir del siglo XIX (19), la gimnasia artística se independizó de la gimnasia general, tras la creación, en 1881, de la Federación Europea de Gimnasia. Más tarde, en Atenas 1896, se convirtió en deporte olímpico practicado únicamente por hombres. Ya en los Juegos Olímpicos de Ámsterdam 1928 se permitió participar a las mujeres. A partir de mediados del siglo XX, esta disciplina comenzó a practicarse de la manera que se conoce actualmente.
Las presentaciones en la gimnasia artística son generalmente individuales y tienen una duración promedio de 1 minuto y medio, se realizan en diferentes aparatos y se dividen en competiciones masculinas y femeninas. Los aparatos empleados en categoría femenina son barras asimétricas, barra de equilibrio, suelo y salto de potro, mientras que en la categoría masculina son anillas, barra fija, caballo con arcos, barras paralelas, salto de potro y suelo.
El organismo encargado de regular las normas de este deporte, así como de la organización de competiciones, es la Federación Internacional de Gimnasia (FIG).

## Historia
La gimnasia  moderna tiene su origen pedagógico en 1811, cuando Friedrich Ludwig Jahn, profesor del Instituto Alemán de Berlín, creó un primer espacio para la práctica de gimnasia artística al aire libre. Gran parte de los actuales aparatos derivan de sus diseños.

### Gimnasia artística en los Juegos Olímpicos

#### Desde Atenas 1896 hasta Londres 1948
La parte atlética y gimnástica formaban grupos en común. La competición de gimnasia se dividía en una parte atlética y otra parte de gimnasia artística. La parte atlética se componía, entre otras pruebas, de carrera de 100 metros, saltos de altura y pértiga, trepar por la cuerda y ejercicios de equilibrio. En la parte gimnástica se realizaban todos los aparatos menos el suelo. Había ya competición por equipos. En ella se podía competir en paralelas y barra fija de forma sincronizada; son equipos de ocho gimnastas como máximo siendo la puntuación final la suma de los seis mejores mientras los dos peores solo servían en las respectivas puntuaciones individuales. En la competición de los ejercicios individuales era necesario realizar ejercicios obligatorios y optativos y la edad mínima para realizarlos era de 18 años. En 1928 las mujeres empezaron a participar en esta modalidad en los juegos olímpicos.

#### Participación de las mujeres
Durante muchos años, la idea de que las mujeres pudieran competir en la gimnasia olímpica resultaba completamente inadmisible, incluso era tabú que una mujer exhibiese algo que no fueran los brazos. Pero finalmente, tras una larga espera, a las gimnastas se les permitió tomar parte en los Juegos. Su primera aparición fue en 1928, en los Juegos de Ámsterdam, en los que el equipo neerlandés ganó la medalla de oro. Gradualmente, los equipos femeninos fueron participando de forma habitual en las competiciones gimnásticas.

#### A partir de Helsinki 1952
Esta etapa marca el comienzo de la era de la gimnasia rigurosamente deportiva. Se perfilan las pruebas gimnásticas clásicas y las actuales, desapareciendo totalmente todo tipo de pruebas atléticas y apareciendo por primera vez los equipos compuestos de 6 gimnastas.

### Cronología de la gimnasia artística
- En 1776, el primer profesor de gimnasia moderna fue Johann Friedrich Simón, en la escuela de Basedow, en la ciudad alemana de Dessau.
- En 1806 en España, el primer centro oficial donde se practicó fue en el Instituto Real Pestalozzi, fundado por Amorós en Madrid.
- En 1811, el educador Friedrich Ludwig Jahn, considerado padre de la gimnasia, fundó en Berlín el Turnverein, la sociedad gimnástica.
- En 1888, la gimnasia fue arraigándose en algunas escuelas y se fundó la Asociación Amateur de Gimnasia.
- En 1903 se realizó por primera vez el Campeonato Mundial para varones.
- En 1928 se agregó la competición femenina por primera vez.
- En 1934 se celebró los primeros Campeonatos del Mundo femeninos.
- En 1975 se celebró por primera vez la Copa del Mundo de Gimnasia Artística.

## Los gimnastas

### Características físicas
La fuerza, movilidad, flexibilidad y coordinación muscular, independientemente del entrenamiento, son fundamentales para el éxito de un gimnasta. La genética es crucial para que estas características existan y de esta manera se destaque en la modalidad elegida.
La preparación de un gimnasta consta de tres fases, con varias etapas:
- Primera etapa: Dura aproximadamente hasta los 10 años de edad. Se «descubrirán las capacidades del gimnasta mediante la preparación física», además de enseñarle los fundamentos técnicos del deporte.
- Segunda etapa: Dura aproximadamente desde los 10 hasta los 15 años de edad. Se incluye un «periodo de preparación especializada inicial», además de la preparación de «movimientos más complejos y de los caracteres psíquicos». Tras un periodo de entrenamiento especializado, «se realiza la enseñanza de movimientos y combinaciones de mayor dificultad».
- Tercera etapa: Dura aproximadamente desde los 16 hasta los 19 años de edad. En esta etapa se finalizará el «perfeccionamiento de la preparación física», además de continuarse el «entrenamiento de elementos de gran dificultad».

## Aparatos

### Categoría femenina
La gimnasia artística femenina presenta cuatro modalidades principales:
- Barras asimétricas

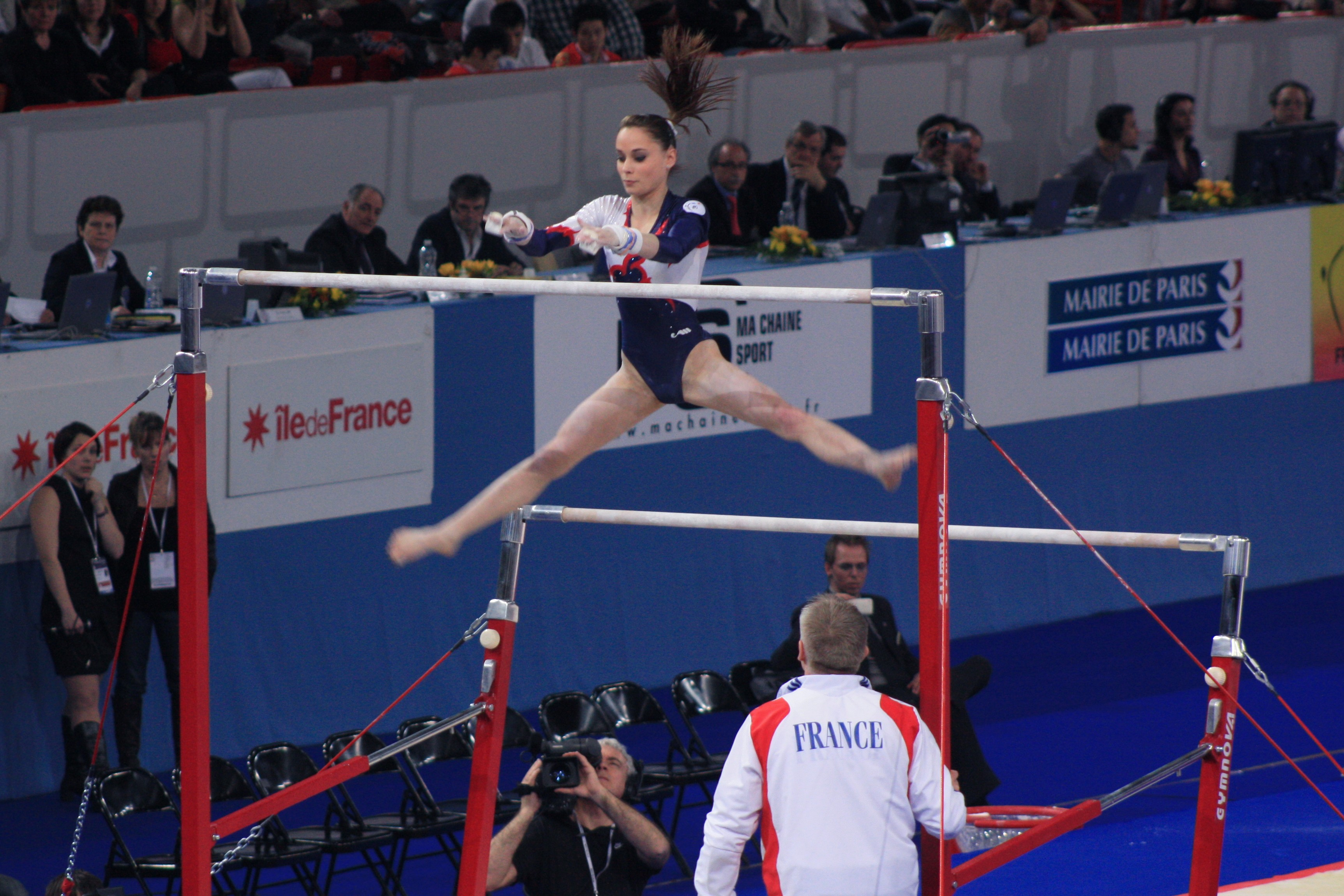
Barras asimétricas.

La barra inferior puede ser ajustada entre 140 y 160 cm de altura, mientras que la superior debe situarse entre 235 y 240 cm de altura. Las barras están, en su base, separadas por un metro de distancia y pueden ser ajustadas hasta una separación máxima entre ellas de 143,5 cm. La rutina varía según la categoría.
Una rutina de élite en las barras asimétricas debe incluir transiciones entre las dos barras, piruetas, diferentes elementos de vuelo, diferentes elementos sin vuelo y un salto final, que indica el fin de la rutina. Las rutinas no deben durar más de 30 segundos.
- Barra de equilibrio

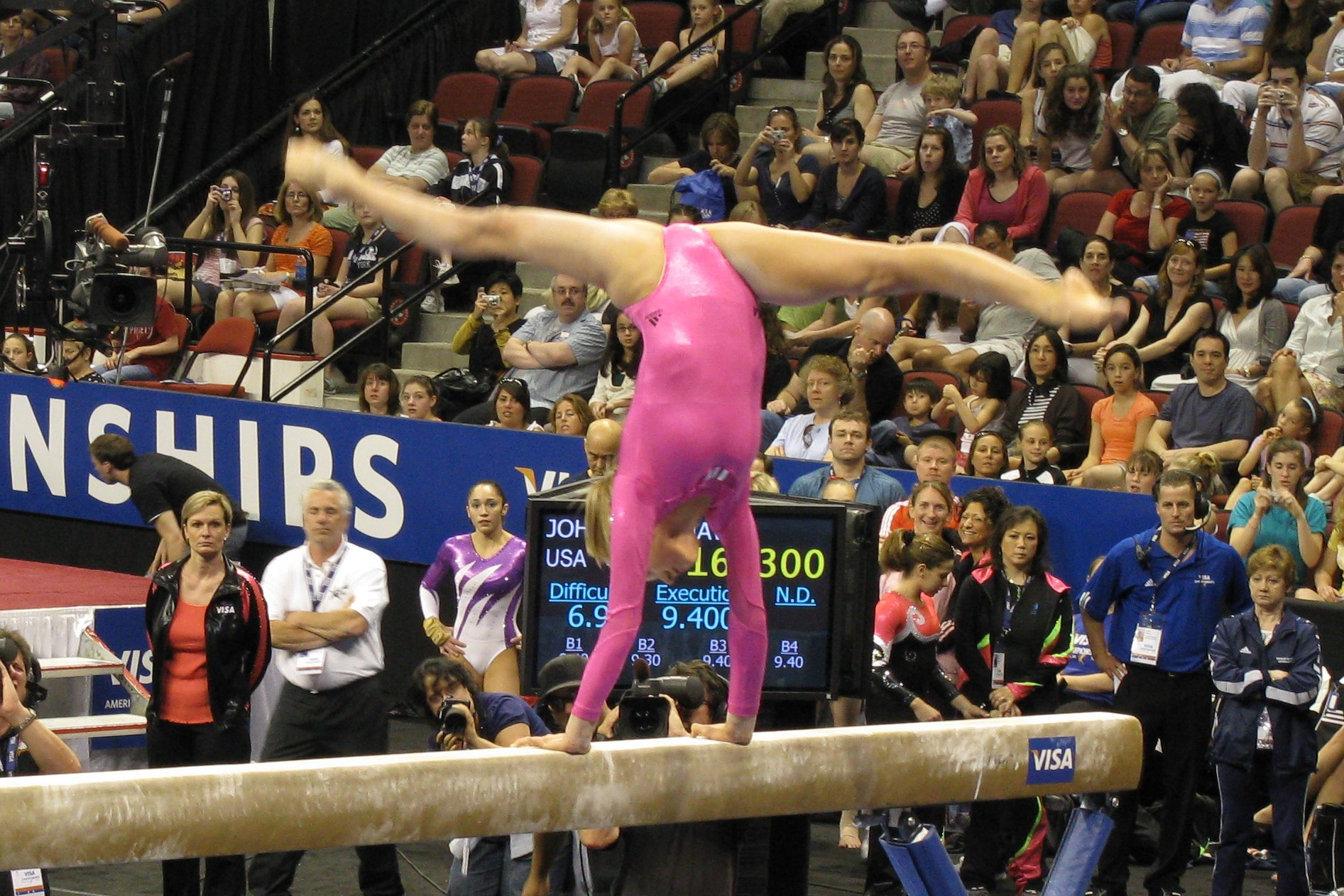
Barra de equilibrio.

El ejercicio debe durar entre 70 y 90 segundos y cubrir toda la longitud del aparato. La gimnasta debe realizar movimientos acrobáticos, gimnásticos y de danza para lograr una alta puntuación. Hay algunas exigencias en la barra de equilibrio: una serie acrobática que incluya al menos dos elementos de vuelo, un giro sobre una pierna de por lo menos 360 grados, un salto de gran amplitud, una serie gimnástica/acrobática, una serie gimnástica y un elemento de trabajo cercano a la barra. La barra de equilibrio se sitúa a 1,2 m de altura, tiene 10 cm de ancho y mide 5 m de largo. La ejecución global del ejercicio debe causar la impresión de que la gimnasta lo lleva a cabo en el suelo, no en una superficie de 1 dm de ancho.
Las gimnastas han de realizar sobre este aparato una serie gimnástica (saltos gimnásticos), una serie acrobática (elementos de dificultad), una mixta (un elemento acrobático y uno gimnástico), un giro de 360 grados y un elemento estático con mínimo de dos segundos de duración, y por último una salida.
Dependiendo de la entrada que hagan al aparato pueden usar trampolín.
El ejercicio se ha de realizar sin interrupciones,  tiene que haber un encadenamiento armonioso entre la serie de elementos y también diferentes ritmos. Se han de realizar a lo largo de toda la barra. Si la gimnasta cae de la barra, tiene 10 s para volver a subir y continuar con el ejercicio.
- Suelo

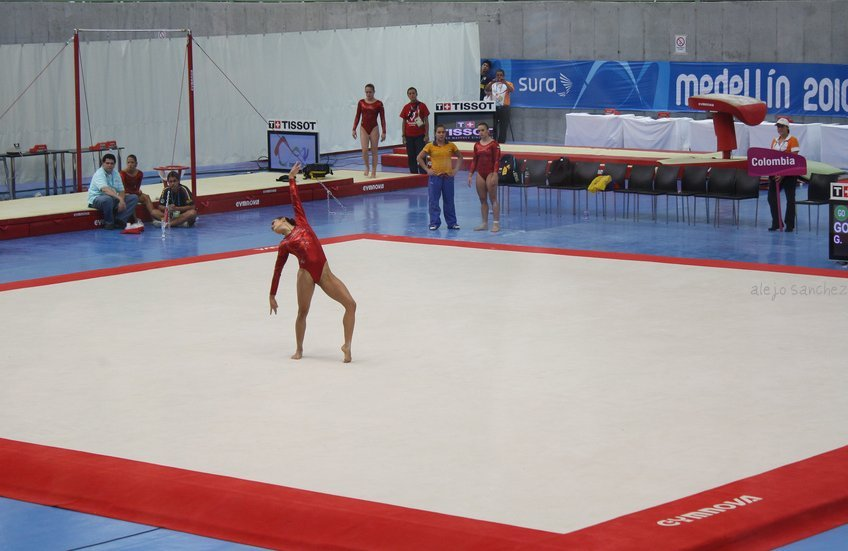
Suelo.

El ejercicio de suelo debe estar adaptado musicalmente mediante una coreografía, debe durar entre 70 y 90 seg y cubrir toda el área del suelo.
La gimnasta debe emplear elementos acrobáticos, gimnásticos y de danza para obtener una alta puntuación en su ejercicio. Estos elementos deben incluir dos series acrobáticas, una con al menos uno o más mortales, una serie acrobática/gimnástica y una serie gimnástica. La gimnasta debe mezclar armoniosamente estos elementos mientras que debe hacer un uso versátil del espacio del suelo, cambiando la dirección y el nivel de movimiento. Los elementos gimnásticos deben fluir libremente durante el ejercicio mientras que los saltos deben cubrir grandes distancias y las piruetas y giros añadir emoción a la música.
El área que comprende el suelo es de 12 por 12 m.
- Salto de potro

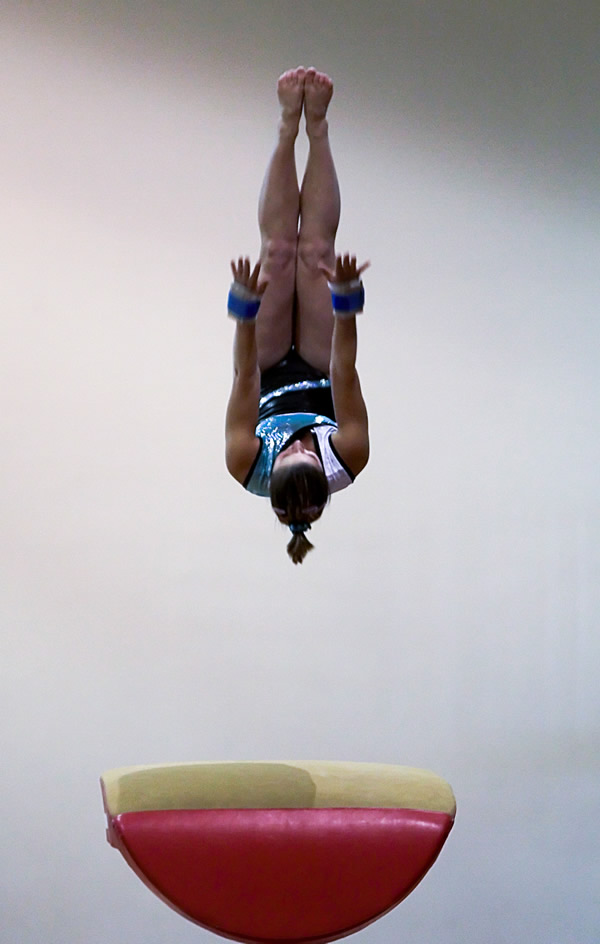
Salto de potro.

El salto practicado en este aparato (caballo, caballete o potro) es uno de los que requiere un poco más de esfuerzo.
Los diferentes saltos de esta modalidad en la categoría femenina están agrupados en cuatro tipos, definiendo cada uno las variadas posiciones del cuerpo y los movimientos que se realizan durante el ejercicio.
Desde el inicio de la carrera hasta que los pies tocan el suelo, la gimnasta debe estar totalmente concentrada.
Dependiendo del salto que la gimnasta decida realizar, este debe cumplir con las exigencias del código de puntuación vigente.
Un buen salto comienza con una carrera fuerte o acelerada; la gimnasta despega del trampolín, elevando sus pies por encima de la cabeza con una tremenda rapidez durante el prevuelo (desde el trampolín hasta contactar con el caballo).
El segundo vuelo y el aterrizaje son fases críticas.
Hay que observar la altura y la distancia logradas, así como el número de mortales y giros.
Además, las gimnastas deben "clavar" sus estacionamientos, sin dar ningún paso de más.
Normalmente, el número de mortales y giros realizados por la gimnasta conforman la dificultad del salto.
La pista usada para tomar carrera hacia el salto mide un metro de ancho por 25 m de largo. El potro mide 120 cm de alto y tiene 35 cm de ancho por 160 cm de largo.

### Categoría masculina
La gimnasia artística masculina presenta seis modalidades principales:
- Anillas: el aparato está construido por una estructura de donde cuelgan dos anillas, a 2,75 m del suelo. La distancia entre ellas es de 50 cm y su diámetro interno es de 18 cm. La prueba consiste en una serie de ejercicios de fuerza, balance y equilibrio. El jurado valora el control del aparato y la dificultad de los elementos de la coreografía. Cuanto menos tiemble la estructura de la que penden las anillas, mejor será la puntuación de la ejecución del gimnasta. Es el aparato de fuerza por excelencia de la gimnasia.

- Barra fija: se trata de una barra de 2,40 m de largo, colocada paralela al suelo sobre una estructura de metal a 2,80 m de altura. La prueba consiste en movimientos de fuerza y equilibrio. El gimnasta debe hacer movimientos giratorios en una rutina acrobática, que incluye los giros propiamente dichos, sueltas, retomas y piruetas. Una de las características principales en este aparato es la fluidez con la que se desarrolla la rutina. Un elemento debe estar ligado a otro sin detención y manteniendo la continuidad y la dirección del movimiento inicial. Para tal efecto, cualquier interrupción o cambio injustificado de la dirección del movimiento es motivo de deducción. Otro elemento definitivo a calificar, es el ángulo donde se inicia o se finaliza cada ejercicio, tomando como referencia líneas imaginarias que nos marcan desde los 0° hasta los 360°. En la actualidad se trata de hacer de este un aparato muy atractivo por su acrobacia, por lo cual, cada ejercicio que se realiza tiene que ser distinto al siguiente.

- Caballo con arcos: llamado así por su semejanza con el animal, es un aparato compuesto por un lomo elevado sobre el que están ensamblados dos arcos transversales. Posee las siguientes dimensiones: 1,15 m de altura por 1,60 m de longitud y un ancho de 35 cm. La altura de los arcos es de 12 cm y la distancia entre ambos arcos es ajustable entre 40 cm y 45 cm. Una serie típica del caballo con arcos se basa en el movimiento de las piernas, que el gimnasta debe mover circularmente (molinos) tomado con las manos de las anillas, aunque es requisito ejecutar también movimientos pendulares (tijeras). Los movimientos deben ejecutarse sin interrupciones y sin que las piernas toquen el aparato
- Barras paralelas: se trata de dos barras de 3,5 metros, colocadas a 1,75 m de altura y en forma paralela, distanciadas entre sí por una distancia de entre 42 cm y 52 cm. La prueba consiste en ejercicios de equilibrio —giros y paradas de manos— y de fuerza, donde el gimnasta debe utilizar obligatoriamente las dos barras.

- Salto de potro: se trata de saltar sobre una plataforma impulsado por un trampolín. Es la prueba de menor duración de la gimnasia artística. Cada gimnasta tiene derecho a dos saltos. La pista tiene 25 metros y termina en el trampolín en el que el gimnasta debe tomar impulso para saltar hacia un potro colocado a 1,35 metros de altura. El salto debe realizarse con los dos pies juntos y apoyar simultáneamente ambas manos sobre el potro, debiendo caer a más de dos metros del potro.

- Suelo: se realiza sobre una superficie de 12x12 metros, construida de un material elástico para amortiguar las caídas. Los ejercicios tienen una duración de 50 a 70 s, para los hombres. Durante la prueba se realizan movimientos acrobáticos y gimnásticos anteriormente identificados en la nota de partida.

## Reglamento

### La manera en que se evalúa la gimnasia
Las competiciones de gimnasia artística oficiales suelen tener tres modalidades tanto en la categoría masculina como en la femenina:
- Competición individual general
- Finales individuales por aparatos
- Competición por equipos

En la competición individual general, cada gimnasta compite en todos los aparatos para coronar al campeón individual. En la final participan los 24 gimnastas con mejores puntuaciones en la ronda clasificatoria. La nota final de cada gimnasta se obtiene sumando la puntuación que consiguió en cada aparato.
En las finales individuales por aparatos se define al mejor deportista en cada uno de ellos. En esta competición participan los 8 gimnastas con mejores puntuaciones en cada aparato durante la ronda clasificatoria, permitiéndose un máximo de dos gimnastas de una misma nacionalidad.
En la competición por equipos participan los ocho equipos con las mejores puntuaciones durante la ronda clasificatoria.

### Sistema de puntuación
El sistema de puntuación queda fijado por la FIG para todos los niveles de competición. Los niveles inferiores o las competiciones fuera de la jurisdicción de la FIG se rigen por una normativa diferente.
El sistema actual data de 2006, cuando las normas vigentes sufrieron una profunda modificación debido a las controversias en los Juegos Olímpicos de Atenas 2004, en los que se cuestionó la objetividad de las normas de puntuación del momento y se criticó una excesiva valoración de la dificultad de los ejercicios en detrimento de su ejecución.

#### Generalidades del nuevo sistema

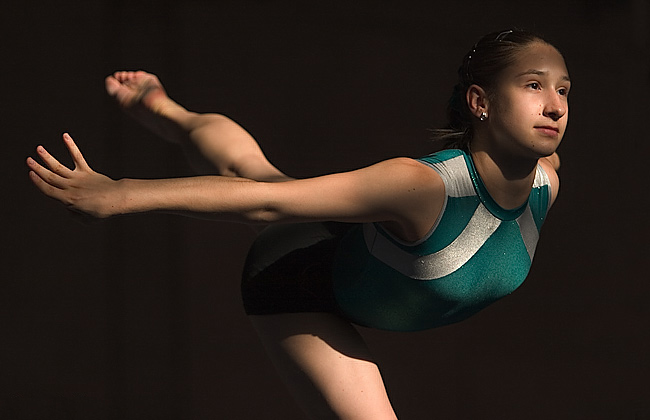
La gimnasta española Sara Moro en la barra de equilibrio.

Uno de los principales elementos del sistema de puntuación es la tabla de elementos. Esta tabla recoge los posibles elementos (giros, saltos, acrobacias, etc) de este deporte, asignándoles un nivel de dificultad. Cada uno de los ejercicios es evaluado por dos grupos de jueces, obteniéndose de este modo dos puntuaciones. Cada grupo de jueces evalúa uno de los siguientes aspectos del ejercicio:
- Dificultad: Para obtener el valor de la calificación de dificultad, en primer lugar se suman los ocho elementos más difíciles del ejercicio de acuerdo a la tabla de elementos y se suman sus puntuaciones. Al valor obtenido se le suman puntos por elementos extra o por contener elementos de todos los grupos requeridos. La realización de elementos peligrosos conlleva una penalización de la rutina.

- Ejecución: Se evalúa, hasta 10.0 puntos, la ejecución artística del ejercicio, penalizando, por ejemplo, caídas del aparato.

La suma de estas dos puntuaciones será la calificación final del ejercicio.